# 딘 왕조
딘 왕조(베트남어: Nhà Đinh / 丁朝)는 딘보린에 의해서 968년 시작된 베트남의 왕국이다. 딘보린은 십이사군의 난을 물리치고, 딘 왕조를 열었으나, 979년 장자인 딘리엔에게 암살을 당하고 그의 사후 980년 레 호안이 왕좌를 차지함으로써 12년간의 짧은 딘 왕조의 역사가 끝나게 된다. 딘 왕조의 후손들 중 일부는 송나라로 떠나 망명한다. 현재까지도 딘 망명왕조로 이어져 오고 있다.

## 건국
응오 왕조(吳朝)의 왕인 응오 쓰엉 반(呉昌文 베트남어: Ngô Xương Văn / 呉昌文)의 사망 후에 965년부터 12 장군의 반란이 일어나자 딘보린은 하나씩 물리쳤고, 만승왕(萬勝王 베트남어: Vạn Thắng Vương / 萬勝王)이라는 칭호를 얻게 되었다. 968년 베트남을 통일한 후에 그는 황제(베트남어: 丁先皇 딘띠엥호안[*])로 즉위하여, 국명을 다이꼬삐엣(大瞿越, 대구월)로 바꾸고 국호를 타이빈(베트남어: Thái Bình / 太平, 태평), 호아르(華閭, 확궁읍로두었다.

## 몰락
딘보린이 즉위 후 14년 후인 979년 장자인 딘리엔(베트남어: Đinh Liễn)과 함께 도틱(베트남어: Đỗ Thích)에게 암살되었다. 딘리엔은 막내 아들인 딘또안(Đinh Toàn)을 후계자로 임명하자, 부왕인 딘보린을 암살하고 자신도 반대 세력에 의해 숙청을 당하였다. 딘또안이 6살의 어린 나이에 왕위에 오르자, 송나라가 침입을 하였고 그 사이 병권을 잡은 레호안(黎桓 베트남어: Lê Hoàn / 黎桓)이 왕권을 찬탈하고 레 왕조(베트남어: Nhà Tiền Lê)를 연다. 남은 딘 왕조 왕족들은 송나라로 도피하였고 딘 왕조의 후손으로 현재도 존재한다.

## 역대 군주
| 대수  | 시호                                              | 휘                                                       | 연호                       | 재위 기간     | 왕릉                |
| ----- | ------------------------------------------------- | -------------------------------------------------------- | -------------------------- | ------------- | ------------------- |
| 제1대 | 선황제(Tiên Hoàng Đế/先皇帝)                      | 딘보린(Đinh Bộ Lĩnh/丁部領/정부령)                       | 타이빈(太平) 970년 ~ 980년 | 968년 ~ 979년 | 장안산릉 (長安山陵) |
| 제2대 | 폐황제(Phế Hoàng Đế/廢皇帝) <위왕(Vệ Vương/衛王)> | 딘또안(Đinh Toàn/丁璿/정선) <딘뚜에(Đinh Tuệ/丁穗/정수)> | 타이빈(太平) 970년 ~ 980년 | 979년 ~ 980년 |                     |